# Pożegnanie Słowianki
Pożegnanie Słowianki (ros. Проща́ние славя́нки, Proszczanije sławianki) – rosyjski marsz patriotyczny, skomponowany w 1912 roku przez Wasyla Agapkina pod wpływem wydarzeń I wojny bałkańskiej. Uzyskał szeroką sławę w czasie I wojny światowej, był używany jako nieformalny hymn rosyjskiej Białej Armii. W Polsce w czasie II wojny światowej Pożegnanie Słowianki zyskało popularność z nowymi słowami jako piosenka partyzancka Rozszumiały się wierzby płaczące. W latach dziewięćdziesiątych XX wieku Pożegnanie Słowianki rozważano wśród kandydatur na hymn państwowy Federacji Rosyjskiej. W szczególności opowiadała się za takim rozwiązaniem partia Jabłoko. Nie zostało ono jednak przyjęte. W roku 2000 powrócono do hymnu z czasów ZSRR ze zmienionymi słowami.

## Historia
Za podstawę do napisania melodii marsza posłużyła zakazana pieśń czasów wojny rosyjsko-japońskiej, która rozpoczynała się słowami: Ах, зачем нас забрали в солдаты... (Ach, dlaczego nas powołali do wojska...).

## Refleksja
Pożegnanie Słowianki jest marszem, jednak melodycznie wyróżnia się na tle innych marszów wojennych. Linia melodii początku pieśni zamiast wnosić się w górę, opada, co daje wrażenie smutku. W dalszej części marsz przechodzi już w tonację majorową.